# Mary Reynolds (Politikerin)
Mary Bridget Reynolds (geborene Smyth; * 10. Oktober 1889 im Ballinamore, County Leitrim; † 29. August 1974) war eine irische Politikerin der Fine Gael. Von 1932 bis 1933 und von 1937 bis 1961 war sie Teachta Dála (Abgeordnete) im Dáil Éireann, dem irischen Unterhaus des Oireachtas.

## Biografie
Nachdem ihr Ehemann Patrick Reynolds, der für die Partei Cumann na nGaedheal kandidierte, während des Wahlkampfes am 14. Februar 1932 erschossen und die Wahlen im Wahlkreis Leitrim–Sligo verschoben worden waren, trat sie als Kandidatin kurzfristig an und errang so bei den Wahlen 1932 einen Sitz. Diesen Sitz verlor sie allerdings bei den Wahlen 1933 wieder. Sie konnte jedoch, als die Wahlkreise zu den Wahlen 1937 neu zu geschnitten wurden, im Wahlkreis Leitrim den Sitz zurückgewinnen. Diesen Sitz hielt sie bei den Wahlen 1938, 1943 und 1944. Sie blieb auch erfolgreich, als sie bei den Wahlen 1948 im veränderten Wahlkreis Sligo–Leitrim antreten musste. Den Sitz konnte sie weiterhin bei den Wahlen 1951, 1954 und 1957 verteidigen. 
Mit ihrem Ehemann Patrick hatte Mary Reynolds sieben Kinder, darunter auch Patrick J. Reynolds. 